# Cantone di Nay-Ovest
Il Cantone di Nay-Ovest era una divisione amministrativa dell'arrondissement di Pau.
È stato soppresso a seguito della riforma complessiva dei cantoni del 2014, che è entrata in vigore con le elezioni dipartimentali del 2015.
Comprendeva parte della città di Nay e i comuni di
- Arros-de-Nay
- Arthez-d'Asson
- Asson
- Baliros
- Bourdettes
- Bruges-Capbis-Mifaget
- Haut-de-Bosdarros
- Pardies-Piétat
- Saint-Abit